# La Neuville-en-Beine
La Neuville-en-Beine é uma comuna francesa na região administrativa de Altos da França, no departamento de Aisne. Estende-se por uma área de 3,81 km². Em 2010 a comuna tinha 197 habitantes (densidade: 51,7 hab./km²).